# 음력 1월 21일
음력 1월 21일은 음력 1월의 21번째 날이다.

## 문화
- 2006년 - 대구 시내버스 준공영제 및 시내버스-도시철도 환승할인제를 시행하였다.

## 탄생
- 1622년 - 조선의 실학자 유형원.
- 1735년 - 조선 영조대의 세자 사도세자.
- 1941년 - 조선민주주의인민공화국의 국방위원장 김정일.
- 1980년 - 대한민국의 가수 모세.
- 1994년 - 대한민국의 배우 서은수.
- 1996년 - 대한민국의 배우 조정은.
- 1997년 - 대한민국의 가수 태양 (SF9).

## 같이 보기
- 음력 360일: 1월 2월 3월 4월 5월 6월 7월 8월 9월 10월 11월 12월
- 전날:1월 20일 다음날:1월 22일 - 전달:12월 21일 다음달:2월 21일
- 양력:1월 21일
- 음력, 윤달